# Euphorbia hirsuta
Euphorbia hirsuta är en törelväxtart som beskrevs av Carl von Linné. Euphorbia hirsuta ingår i släktet törlar, och familjen törelväxter. Inga underarter finns listade i Catalogue of Life.